# Brownout

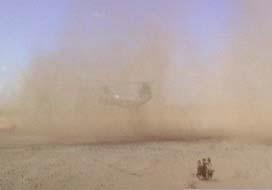
En CH-46 Sea Knight virvlar upp grus och damm vilket orsakar brownout.

Brownout är ett begrepp inom flygning, främst vid flygning med helikopter som innebär att sikten försämras på grund av uppvirvlande damm.